# Leasing

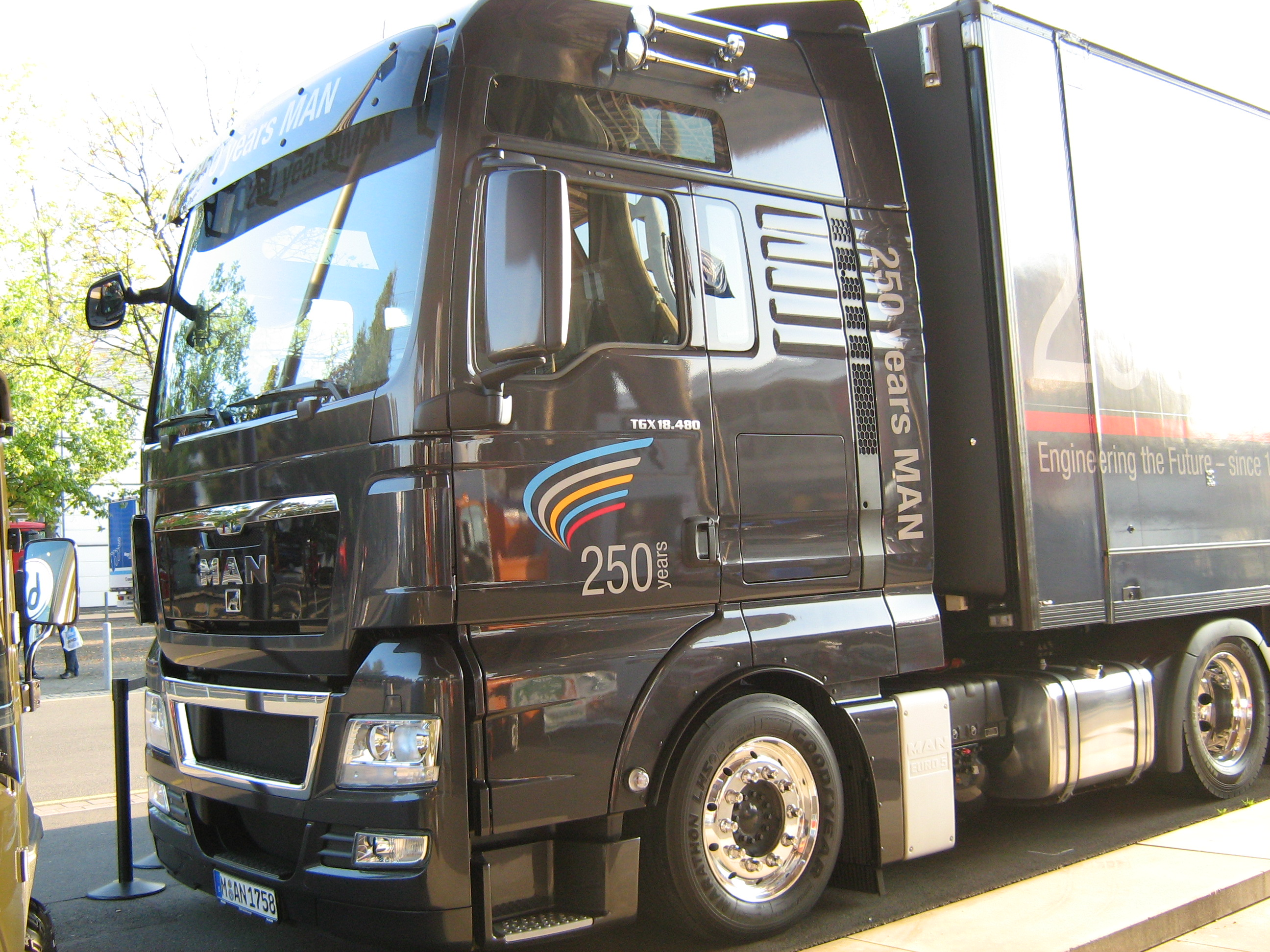
Nákladní vůz MAN TGX 18.480 na veletrhu IAA 2008.

Leasing [ˈliːsɪŋ] je smluvní dohoda zavazující nájemce zaplatit pronajímateli pro užívání aktiva. Leasing je běžně aplikován na vozidla a nemovitosti, nicméně výrobní stroje jsou rovněž oblíbeným aktivem.
V podstatě je to smlouva mezi dvěma stranami, pronajímatelem a nájemcem. Dokud nájemce nezaplatí všechny splátky (většinou měsíčně), zákonným vlastníkem aktiva je stále pronajímatel. Nájemce musí rovněž dodržovat různé smluvní podmínky o nakládání s majetkem nebo náčiním. Například nájemce, jenž splácí na leasing vozidlo, musí souhlasit, že bude vozidlo používat pouze k osobnímu užití.

## Leasing v Česku
Jako leasing je v českém prostředí označován finanční produkt, kterým je možné financovat pořízení většinou movité věci. Je charakterizován především vazbou na financovaný předmět. Je to produkt, který se objevil v Česku teprve po roce 1989 a má za sebou několik let poměrně rychlého rozvoje. Existuje několik druhů leasingu, v základu rozlišujeme finanční a operativní leasing.
Kromě leasingu nabízejí v poslední době leasingové společnosti i další produkty jako spotřebitelský (zákaznický) úvěr, splátkový prodej apod. Pro leasingovou společnost tyto produkty představují vyšší riziko a jsou proto většinou dražší než finanční leasing.
Většina leasingových společností v Česku je členem České leasingové a finanční asociace.

## Finanční leasing
Základním typem je finanční leasing, kdy financovaný předmět je po celou dobu majetkem financující (leasingové) společnosti a teprve na konci leasingu přechází vlastnictví na zákazníka. Vlastnictví předmětu financování významně snižuje riziko leasingové společnosti. Ta má v případě nedobytnosti pohledávky v ruce silný nástroj, umožňující využít §207 trestního zákoníku o „neoprávněném užívání cizí věci“. Riziko odcizení nebo zničení při havárii je kryto havarijním pojištěním. Toto pojištění může mít nižší sazby než individuální pojištění, protože leasingová společnost může s pojišťovnou sjednat lepší sazby. Kromě pojištění předmětu je možné rovněž pojistit riziko nesplácení z důvodu ztráty pracovní schopnosti, ztráty zaměstnání apod. Naše zákony (o dani z příjmu, dani z přidané hodnoty) pojem „leasing“ přímo neobsahují, ale mluví o něm jako o „finančním pronájmu s následnou koupí najaté věci“. Při dodržení minimální délky (leasingové) smlouvy je možné leasingové splátky započítat přímo do daňově uznatelných nákladů, délka smlouvy je přitom většinou kratší než doba odepisování předmětu při jeho vlastnictví.

### Zpětný leasing (Nepřímý finanční leasing)
Speciální formou finančního leasingu je tzv. zpětný leasing, při kterém majitel nějaké věci (dopravního prostředku, výrobního stroje, nemovitosti atp.) tuto věc nejprve prodá leasingové společnosti, která mu následně na tuto věc poskytne finanční leasing, takže původní majitel věc i nadále užívá jako nájemce a průběžně splácí. Po řádném splacení se pak stává majitelem věci zpět. Účelem zpětného leasingu je získat aktuálně potřebnou hotovost.
Zpětný leasing může být používán i jako ochrana majetku před hrozícími exekucemi a věřiteli.[zdroj?] Pokud totiž dlužník převede svůj majetek na třetí subjekt, věřitelé se obtížněji domáhají úhrady svých dluhů.[zdroj?] Avšak pokud by smlouva byla uzavřena pouze za účelem zkrátit věřitele, může se věřitel domoct toho že vůči němu nebude převod vlastnictví účinný a majetek ochráněn nebude.
Poskytovatelé zpětného leasingu v Česku:
- NOVA leasing
- UNIleasing

## Operativní leasing
Operativní leasing (dále jen OL) se od finančního leasingu (dále jen FL) liší zejména tím, že předmět nájmu (nejčastěji vozidlo) zůstává ve vlastnictví leasingové společnosti i po skončení smlouvy. To umožňuje leasingovým společnostem započítat do splátek pouze rozdíl mezi pořizovací a zůstatkovou hodnotou předmětu nájmu. Díky tomu klient během leasingu zaplatí pouze reálně amortizovanou část ceny předmětu nájmu. V Česku je OL využíván většinou živnostníky nebo společnostmi – běžní spotřebitelé OL využívají v omezené míře a většinou pouze na vozidla.

### Operativní leasing vozidel
Minimální délka OL u vozidel není limitována, většinou však 6 měsíců, maximální je 60 měsíců. Nejčastěji volená délka je 36 měsíců. Pro výpočet přesné výše splátky je důležitý i počet km, které klient s vozem během leasingu najezdí. Většina nabídek OL obsahuje roční nájezd v rozpětí 20 – 35 tis. km s tím, že je možné individuálně sjednat vyšší limity nájezdu. Pro období delší jak 12 měsíců se nájezdy sčítají a není podstatné rozdělení nájezdu mezi jednotlivé roky (tzn., že roční limity nemusí být v jednotlivých letech dodrženy, důležité je dodržet celkový stav na konci období OL).
OL se dále dělí na Full service leasing – Otevřená kalkulace (FSL-OK) a Full service leasing – Uzavřená kalkulace (FSL-UK). Při variantě FSL-UK je v ceně splátky (spolu se silniční daní, sdruženým pojištěním a administrativním poplatkem) většinou zahrnut kompletní servis, pneuservis a náhradní vozidlo formou předem pevně definovaných nákladů (paušál). Při variantě FSL-OK jsou technické služby (kompletní servis, pneuservis a náhradní vozidlo) do splátky zahrnuty pouze formou záloh na budoucí reálné výdaje. V průběhu několika posledních let je z hlediska uzavřených smluv u klientů oblíbenější varianta FSL-OK. Pravdou ovšem také je, že výhodnost, popř. nevýhodnost jednotlivých variant je do značné míry závislá na individuálním využívání vozů.
Americký leasing je forma operativního leasingu většinou užitkových nákladních vozidel, při které se poskytuje vozidlo obvykle včetně paliva a je zahrnut kompletní servis. Při této variantě je zákazníkovi účtována ujetá vzdálenost (km, míle). Vozidlo je vybaveno systémem sledování nebo zvláštním počítadlem kilometrů. V zahraniční tuto formu využívají největší poskytovatelé operativního leasingu ve spolupráci s distributory pohonných hmot. Jedná se tak vlastně o formu vertikální spolupráce: leasingová společnost – dodavatel paliva – provozovatel vozidla. Palivo je obvykle poskytováno formou kreditní „palivové“ karty, která umožňuje tankování pouze na vybraných čerpacích stanicích.

## Operativní vs. finanční leasing
Z hlediska finanční zátěže je pro společnosti s více vozy (3 a více) téměř vždy výhodnější OL. Důvodem jsou jednak flotilové slevy, které leasingové společnosti nabízejí (a které u FL nejsou velmi často aplikovány) a také daňové zvýhodnění (OL se považuje za službu a v současné daňové úpravě je možné, na rozdíl od FL, dávat do daňových odpisů celou splátku OL). U OL vozidel, která jsou poskytována zaměstnancům k soukromému použití, platí také povinnost zúčtovat soukromé kilometry a odvádět daň za soukromé účely užití. U OL většinou není požadována akontace (tj. vázání fin. prostředků do neziskového majetku společnosti formou zvýšené úvodní splátky). Díky tomu, že vozidlo je v majetku leasingové společnosti a nikoliv klienta, je možné ušetřit na zaměstnávání lidí, kteří se ve společnostech o tyto věci starají (vyřizování pojistných událostí, STK, hlídání servisu, zajišťování náhradních vozů, odprodej ojetých vozů atd.). Tato výhoda silně závisí na počtu vozidel ve fleetu, OL je v tomto výhodnější až od většího počtu vozidel, přičemž na tyto velké vozové parky se soustředí i širší celková nabídka služeb spojených s OL (nejen poskytnutí vozidla a servisního plánu, ale i tankovacích karet, asistenčních služeb a telematiky pro vedení knihy jízd např.).
Díky poslední daňové reformě (ale nejen díky ní) je pro všechny podnikající subjekty většinou výhodnější OL (s výjimkou společností, které chtějí vozy využívat déle než 5 let), zatímco FL je vhodnějším řešením pro soukromé osoby.
Celkový rozdíl ve výhodnosti OL vůči FL je dán:
- možností odečtu nákladů na OL do daňově uznatelných výdajů,
- efektivnějším rozpuštěním nákladů na provoz vozidel ve srovnání s odpisy majetku (vozidla jsou v odpisové skupině 2),
- snížením administrativní zátěže na provoz fleetu,
- automatickou náhradou vozidla v případě nepojízdnosti (náhrada vozidla jiným) – tato služba může záviset na rozsahu sjednaných služeb,
- dopředu je sjednán rozsah servisního plánu a náklady tak jsou součástí splátek, nikoliv dodatečnými náklady na provoz.